# (6109) Balseiro
(6109) Balseiro ist ein Asteroid des Hauptgürtels, der am 29. August 1975 vom Astronomenteam des Felix-Aguilar-Observatoriums an der Außenstelle El-Leoncito-Observatory (seit 1990 Observatorio Carlos Cesco) (IAU-Code 808) im El Leoncito National Park (Parque Nacional El Leoncito), zwei Kilometer östlich der astronomischen Einrichtung Leoncito in der Provinz San Juan in Argentinien entdeckt wurde.
Der Asteroid wurde am 26. September 2007 nach dem argentinischen Nuklearphysiker José Antonio Balseiro (1919–1962) benannt, der eine Schlüsselrolle in der Entwicklung der Kernphysik in Argentinien spielte und 1955 der erste Leiter des namhaften  Atomforschungszentrums (Centro Atómico Bariloche) wurde.
Der Himmelskörper gehört der Vesta-Familie an, einer großen Gruppe von Asteroiden, benannt nach (4) Vesta, dem zweitgrößten Asteroiden und drittgrößten Himmelskörper des Hauptgürtels.